# Мандат Ліги Націй
Підманда́тна терито́рія — територія, на яку Ліга Націй видала мандат на зовнішнє управління згідно із статтею 22 Версальського договору. Після входження в силу Статуту ООН 24 жовтня 1945, мандатні території Ліги Націй стали іменуватися підопічними територіями ООН (згідно з угодами Ялтинської конференції).

## Історія
Всі території, на які був виданий мандат Ліги Націй, попередньо управлялися державами, переможеними в Першій світовій війні (головним чином Німецька імперія і Османська імперія). На відміну від протекторату, мандат зобов'язував мандатарія (держави, яким було видано мандат) до дотримання зобов'язань Ліги Націй до жителів територій, а також заборонялися работоргівля, торгівля зброєю і алкоголем. На підмандатній території заборонялося будівництво військових баз і укріплень, створення армії з корінного населення.
Процес встановлення мандатів складався з двох стадій:
- Формальне видалення суверенітету попередньо керуючих держав
- Передача повноважень мандатарія з числа країн-переможниць

Території, що підпали під мандат, були визначені згідно з такими угодами та договорами:
- Версальський мирний договір
- Севрський мирний договір
- Конференція в Сан-Ремо
- Лозаннський мирний договір (1923)

Підмандатні території за рівнем розвитку державності були розділені на три групи: «А», «В» і «С».

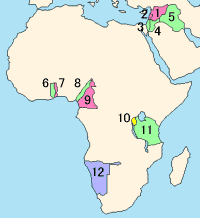
Мандати на Близькому Сході і в Африці, зокрема:
1. Сирія,
2. Ліван,
3. Палестина,
4. Трансйорданія,
5. Месопотамія,
6. Британське Того,
7. Французьке Того,
8. Британський Камерун,
9. Французький Камерун,
10. Руанда-Урунді,
11. Танганьїка,
12. Південно-Західна Африка

## Група «А»
Території, спочатку керовані Османською імперією, які досягли розвитку, що дозволяє стати їм незалежними державами, при наданні мандатарія адміністративної допомоги:
- Месопотамія (Велика Британія) 10 серпня 1920 — 3 жовтня 1932.
- Палестина (Велика Британія) 25 квітня 1920 — 25 травня 1946, де-факто з 29 вересня 1923 по 14 травня 1948 (утворення Ізраїлю), включаючи Трансйорданію (Хашимітський емірат, пізніше королівство Йорданія).
- Сирія (Франція), 29 вересня 1923 — 1 січня 1944, включаючи Ліван; Хатай (з 1939 провінція у складі Туреччини).

## Група «В»
Колишні німецькі колонії в Західній та Центральній Африці, які підлягали безпосередньому управлінню мандатарія (мандати видані 22 липня 1922):
- Руанда-Урунді (Бельгія), спочатку два окремих німецьких протекторати, на які видано єдиний мандат, з 1 березня 1926 по 30 червня 1960 в адміністративному союзі з колонією Бельгійське Конго (з 13 грудня 1946 Підопічна територія ООН до проголошення незалежності 1 липня 1962).
- Танганьїка (Велика Британія), з 11 грудня 1946 підопічна територія ООН; з 1 травня 1961 під самоврядуванням; з 9 грудня 1962 — Республіка; в 1964 об'єднана з Занзібаром (нова назва об'єднання — Танзанія).

і дві колишні німецькі території, окуповані та розділені Великою Британією і Францією в ході Першої світової війни:
- Німецький Камерун. Ліга Націй видала мандат Великій Британії на Західний Камерун і Франції на Східний Камерун, 13 грудня 1946 перетворені в підопічні території ООН. Західний Камерун — підопіка Великої Британії, розділений на Північний Камерун (з 1961 у складі Нігерії) і Південний Камерун (з 1961 в складі Камеруну), Східний Камерун — підопека Франції (з 1960 — Камерун).
- Німецьке Того. Велика Британія] отримала мандат на управління західною частиною Того — Британське Того, Франція — східної — Французьке Того. З 13 грудня 1946 підопічні території ООН, під тим же управлінням. Британське Того 13 грудня 1956 стала частиною колонії Золотий Берег (з 1957 — Гана), Французьке Того з 27 квітня 1960 незалежна Тоголезька Республіка (Того).

## Група «С»

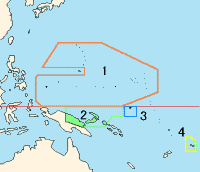
Мандати в Тихому океані:
1. Південно-Тихоокеанський мандат,
2. Територія Нова Гвінея,
3. Науру,
4. Західне Самоа

Колишні німецькі колонії в Південно-Західній Африці й Океанії, передані під безпосереднє управління мандатарія, як їх складова частина.
- Німецька Нова Гвінея (Австралія). З 17 грудня 1920 року перетворена у Територію Нова Гвінея; з 8 грудня 1946 року підопічна територія ООН під тим же управлінням; з 16 вересня 1975 року в складі незалежної держави Папуа Нова Гвінея.
- Науру (раніше частина Німецької Нової Гвінеї). 17 грудня 1920 року виданий мандат Австралії (формально разом з Великою Британією і Новою Зеландією); з 1 листопада 1947 року підопічна територія ООН (під тим же управлінням); з 31 січня 1968 року незалежна республіка.
- Німецьке Самоа (Нова Зеландія). З 17 грудня 1920 року, перейменовано в Західне Самоа (щоб відрізняти від Американського Самоа; з 25 січня 1947 року підопічна територія ООН; з 1 січня 1962 року незалежна держава.
- Південно-Тихоокеанська територія (Японія). З 18 липня 1947 року Підопічна територія Тихоокеанські острови (США).
- Німецька Південно-Західна Африка. З 1 жовтня 1922 року перетворено у підмандатну територію Південно-Західна Африка, а також місто Волфіш-Бей, яке з 1878 року було у складі Капської колонії; 1946 року ООН відмовилася визнати ПЗА підопічною територією Південно-Африканського Союзу (з 1961 року ПАР). 1968 року ООН затвердила назву Намібія; з 21 березня 1990 року незалежна держава (без міста Волфіш-Бей). 28 лютого 1994 року Волфіш-Бей і Пінгвінові острови[en] були передані Намібії.